# WOT Services
WOT Services, Ltd è un'azienda finlandese che gestisce uno strumento di valutazione della reputazione di siti web parzialmente crowdsourced chiamato Web of Trust (WOT). WOT, omonima estensione per il browser, mostra ai suoi utenti la reputazione dei siti web visitati, la quale viene calcolata tramite una combinazione di valutazioni fornite dagli utenti stessi e dati di altre fonti.
Il componente aggiuntivo WOT è disponibile per i browser Internet Explorer e Safari, per Android in forma di app. Fino al mese di novembre 2016 è stato distribuito negli store di Google Chrome, Firefox e Opera.

## Storia
WOT è stato fondato nel 2006 da Sami Tolvanen e Timo Ala-Kleemola, che hanno scritto il software di WOT come progetto post laurea all'Università della Tecnologia di Tampere, in Finlandia. Il servizio è stato ufficialmente lanciato nel 2007, con l'imprenditore seriale e investitore informale Esa Suurio come amministratore delegato. Nel novembre del 2009 a Suurio è subentrato Vesa Perälä.
L'azienda ha stretto accordi e partnership con Facebook, hpHosts, LegitScript, Mail.ru, Panda Security, Phishtank, GlobalSign e TRUSTe.

## I servizi di WOT
L'estensione per il browser di WOT svolge due azioni: permette l'invio di valutazioni da parte degli utenti al sito web di WOT, mostra tali valutazioni calcolate dal sistema attraverso delle icone colorate nella barra degli strumenti del browser e direttamente accanto i link esterni nelle pagine dei più importanti motori di ricerca, servizi email e siti di social networking. Il colore delle icone può essere verde (sito ritenuto sicuro o attendibile), giallo (sito ritenuto parzialmente attendibile), rosso (sito ritenuto non attendibile o malevolo) o bianco (in assenza di valutazioni).
Il codice sorgente dell'estensione è pubblico. Il codice che gira sui server di WOT non è pubblico. Il sistema di valutazione è meritocratico; il peso delle valutazioni è calcolato individualmente per ogni utente, tramite un algoritmo.
Per generare profitti WOT concede in licenza l'uso del suo database delle reputazioni ad altre aziende, vende "sigilli di fiducia" (trust seals) e "badge di reputazione" ai siti web che sono già valutati 'buono' o 'eccellente'.

## Recensioni
Lo strumento di valutazione ha ricevuto recensioni favorevoli dalla stampa, qualche volta con osservazioni leggermente critiche. 
Alcune persone hanno criticato pesantemente WOT sostenendo che il sistema sia troppo suscettibile a risultati falsati, causati da intenti malevoli e mirati di alcuni utenti. L'azienda, al contrario, afferma che il sistema è estremamente difficile da manipolare e che i tentativi di abuso vengono generalmente individuati.

## Procedimento legale
Il 7 dicembre 2010, dieci società associate a Ayman El-Difrawi alias Alec Difrawi hanno intentato una causa contro WOT Services per diffamazione, violazione di diritti, associazione per delinquere e altre accuse, richiedendo a WOT la rimozione di valutazioni e commenti per i loro numerosi siti web. L'8 dicembre 2011, il caso è stato respinto senza diritto di essere ripresentato dall'accusa.

## Critiche e controversie
Secondo quanto dichiarato dall'azienda, WOT può condividere con soggetti terzi alcune informazioni degli utenti fra cui: indirizzo IP, locazione geografica, tipo di dispositivo, sistema operativo e browser utilizzati, data e ora, elenco degli siti web e link visitati, ID utente.
Nel 2016 WOT è stata oggetto di un'inchiesta giornalistica realizzata dall'emittente televisiva tedesca NDR. Gli autori di quest'inchiesta hanno acquistato da un'azienda specializzata un "pacchetto dimostrativo" contenente dati di navigazione e altre informazioni su circa 3 milioni di computer utilizzati in Germania, provenienti da componenti aggiuntivi per browser fra cui WOT. Analizzando questi dati, sono riusciti a delineare i profili completi degli utilizzatori, riuscendo addirittura ad individuare alcune personalità di spicco della politica tedesca.
In seguito al clamore suscitato da questa inchiesta, alcuni browser come Google Chrome, Firefox e Opera hanno rimosso il componente aggiuntivo WOT dai rispettivi store, ritenendolo lesivo della privacy degli utenti.